# Ali Olwan
Ali Iyad Ali Olwan (arabisch علي إياد علي علوان, DMG ʿAlī Iyād ʿAlī ʿUlwān; * 26. März 2000 in Amman) ist ein jordanischer Fußballspieler.

## Karriere

### Verein
Der aus der Jugend von al-Jazeera entstammende Olwan ging zur Saison 2018/19 aus deren U19 fix in die erste Mannschaft des Klubs über. Mit diesen nahm er in den folgenden Jahren mehrfach am AFC Cup teil und erhielt hier auch Einsatzzeit. Sein Debüt war am 2. April 2019 bei einem 4:0-Sieg über al-Ahli aus Syrien zur 86. Minute für Abdullah al-Attar eingewechselt wurde.
Anfang 2022 wechselte er schließlich für eine Ablöse von 250.000 Euro weiter nach Katar, wo er nun für al-Shamal aktiv war. Hier agierte er als Stammspieler und sammelte in seiner Zeit hier wettbewerbsübergreifend neun erzielte Tore. Kurz vor dem Auslauf seines Vertrags wurde er dann noch einmal zu al-Khor verliehen, mit denen er Meister in der zweiten Liga wurde. Im folgenden Sommer wechselte er schließlich nach Malaysia zum Selangor FC, wo er nun über die nächste laufende Spielzeit aktiv war. Hier debütierte er auf seiner Stammposition dann auch erstmals in der AFC Champions League Elite, verpasste eine Hälfte aller Ligaspiele wegen Verletzungen.
Seit Sommer 2025 spielt er nun mittlerweile im Irak bei al-Karma.

### Nationalmannschaft
Nach der jordanischen U23, mit der er unter anderem an der Asienmeisterschaft 2020 teilnahm, debütierte er am 12. November 2020 für die A-Nationalmannschaft, wo er bei dem 0:0-Freundschaftsspiel gegen den Irak in der 82. Minute für Baha Faisal eingewechselt wurde. Nach weiteren Freundschaftsspieleinsätzen in der nächsten Zeit, bekam er dann im Juni 2021 auch Spielzeit bei zwei Qualifikationsspielen für die Weltmeisterschaft 2022. Im September desselben Jahres erzielte er bei einem 2:1-Freundschaftsspielsieg über Bahrain dann auch sein erstes Länderspieltor.
Seine erste Turniernominierung war dann der Arabien-Pokal 2021, wo er in allen Partien seiner Mannschaft zum Einsatz kam und mit ihr das Viertelfinale erreichte. Nach Einsätzen in der Qualifikation gehörte er auch mit zum Turnier-Kader bei der Asienmeisterschaft 2023 und erreichte als Stammspieler mit seinem Team das Finale, wo man später Katar unterlag. Kurz danach startete er mit seinen Mitspielern dann in die Qualifikation für die Weltmeisterschaft 2026, wo er über alle Spiele verteilt neun Tore erzielte. Darunter fiel auch ein Hattrick in der zweiten Spielhälfte beim Rückspiel gegen den Oman.